# Cobra Mist

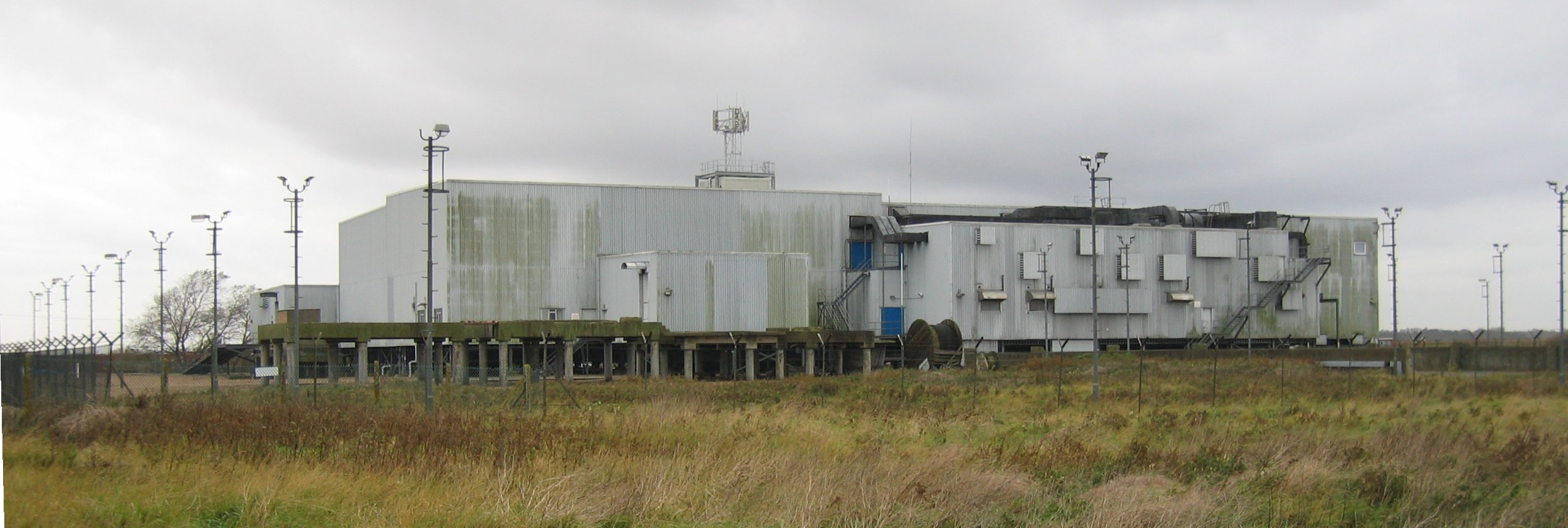
El antiguo edificio Cobra Mist en octubre de 2004

Cobra Mist era el nombre en clave de una estación de radar experimental angloamericana sobre el horizonte en Orford Ness, Inglaterra. Se conocía técnicamente como AN/FPS-95 y, a veces, se lo denominaba Sistema 441a; una referencia al proyecto como un conjunto.
Cobra Mist era parte de una pequeña cantidad de radares de vigilancia de largo alcance "Cobra" operados por los Estados Unidos. Cobra Mist originalmente estaba destinado a montarse en Turquía y ofrecer cobertura de la mayor parte del espacio aéreo soviético europeo. Cuando Turquía se opuso a la instalación, se trasladó al Reino Unido y se ubicó para ofrecer una vista de la mayor parte de Europa del Este. Construido a finales de la década de 1960 y hasta 1970, cuando el sistema se encendió por primera vez, resultó estar plagado de problemas de ruido que no pudieron identificarse y el proyecto se cerró en 1973.
El lugar y los edificios fueron ocupados por una estación de transmisión de radio utilizada principalmente para el Ministerio de Relaciones Exteriores del Reino Unido y el Servicio Mundial de la BBC hasta 2011. En agosto de 2015, el sitio y todas las instalaciones que anteriormente estaban en manos del Ministerio de Relaciones Exteriores del Reino Unido y la BBC (y antes de ellos el Ministerio de Defensa) fueron adquiridas por Cobra Mist Limited, una empresa de propiedad privada. Quedan en pie el edificio principal y 12 torres. Cinco tienen 340 pies de altura.

## Historia

### Antecedentes
Cobra Mist se basó en el equipo experimental de radar de tambor magnético ('MADRE') del Laboratorio de Investigación Naval, que fue capaz de detectar aeronaves de forma fiable a distancias de hasta 2000 millas náuticas (3704,0 km) desde su base en la bahía de Chesapeake. Con una configuración previa, MADRE incluso pudo detectar lanzamientos de cohetes en Cabo Cañaveral y pruebas atómicas en Nevada. [lower-alpha 2]
Con esta demostración exitosa, la Fuerza Aérea de los Estados Unidos inició planes para implementar un sistema similar en Turquía; proporcionando cobertura de gran parte de la parte occidental de la Unión Soviética. Las licitaciones para el esquema del sistema se realizaron en 1964 y las ofertas siguieron al año siguiente para el sistema en sí. Sin embargo, Turquía se negó a proporcionar una base para el sistema y comenzó la búsqueda de una nueva ubicación.
Después de algún tiempo, los británicos ofrecieron un sitio en Suffolk. Desde esta ubicación, el radar podría ver casi toda Europa del Este, así como las partes occidentales de la Unión Soviética. En particular, sería capaz de rastrear los lanzamientos de misiles desde el Centro de Pruebas de Misiles de la Flota del Norte en Plesetsk . Aunque no tan útil como el sitio original en Turquía, el sitio del Reino Unido fue aceptable y la USAF aceptó la nueva ubicación.

### Construcción
En 1966, se envió una nueva serie de ofertas para instalar un sistema en este sitio, que fue ganado a fines de año por RCA. La construcción del sitio comenzó a mediados de 1967 con los edificios y los sistemas de apoyo que debían protegerse cuidadosamente para evitar la contaminación de las señales que se reflejaban localmente. Muchos de los edificios tuvieron que construirse sobre pilotes cortos porque el sitio estaba por debajo de la altura máxima del agua registrada algunos años antes.
El sitio se completó el 10 de julio de 1971 y las pruebas comenzaron una semana después. Las pruebas del sistema de transmisión fueron extensas, incluidas tanto mediciones locales como pruebas desde aeronaves distantes. Estos se completaron en septiembre y la atención se centró en los sistemas de recepción. Los daños menores de la tormenta en octubre retrasaron un poco esta fase, pero RCA entregó el sistema a la USAF en febrero de 1972. El plan original para entrar en funcionamiento en julio se retrasó hasta enero de 1973, a pesar de un período de prueba truncado que combinó los períodos de "Prueba del sistema de verificación de diseño" y "Prueba y evaluación operativa inicial".

### Problemas y cierre
Durante la primera parte de 1972, las pruebas encontraron una cantidad considerable de ruido inesperado, que apareció como un cambio de frecuencia de la señal. Esto hizo que los objetivos aparecieran en todos los filtros (alta velocidad, baja velocidad, etc.) incluso cuando parecía que no había nada por el estilo en esa área. Por ejemplo, el sistema a menudo informaba que se lanzaban misiles sin importar dónde estuviera mirando el radar. Siguió una larga serie de investigaciones sobre la fuente del ruido y, desesperada, la USAF finalmente entregó las pruebas a un panel encabezado por SRI International. El nuevo equipo continuó con las pruebas de enero a mayo de 1973, pero nunca se encontró una explicación convincente. Los problemas internos con el equipo fueron eliminados como una fuente potencial. Un hallazgo particularmente interesante fue que la distorsión solo se produjo sobre la tierra. No se descartaron contramedidas electrónicas deliberadas.
Aunque nunca se identificó el ruido, el panel concluyó que el sistema aún podría ponerse en funcionamiento mediante mejoras adicionales en los receptores; aunque el sistema resultante sería sólo marginalmente útil. En cambio, la USAF simplemente se rindió y el 30 de junio de 1973 se cerró el sistema, sin haber sido nunca utilizado operativamente. Se estima que tuvo un costo entre 100 y 150 millones de dólares (equivalente a 916 millones de dólares en 2023).
Como parte del Tratado ABM, los radares grandes de largo alcance se limitaron a operar en los países de origen de los operadores. Se desconoce si esto tuvo un efecto en Cobra Mist.

## Descripción

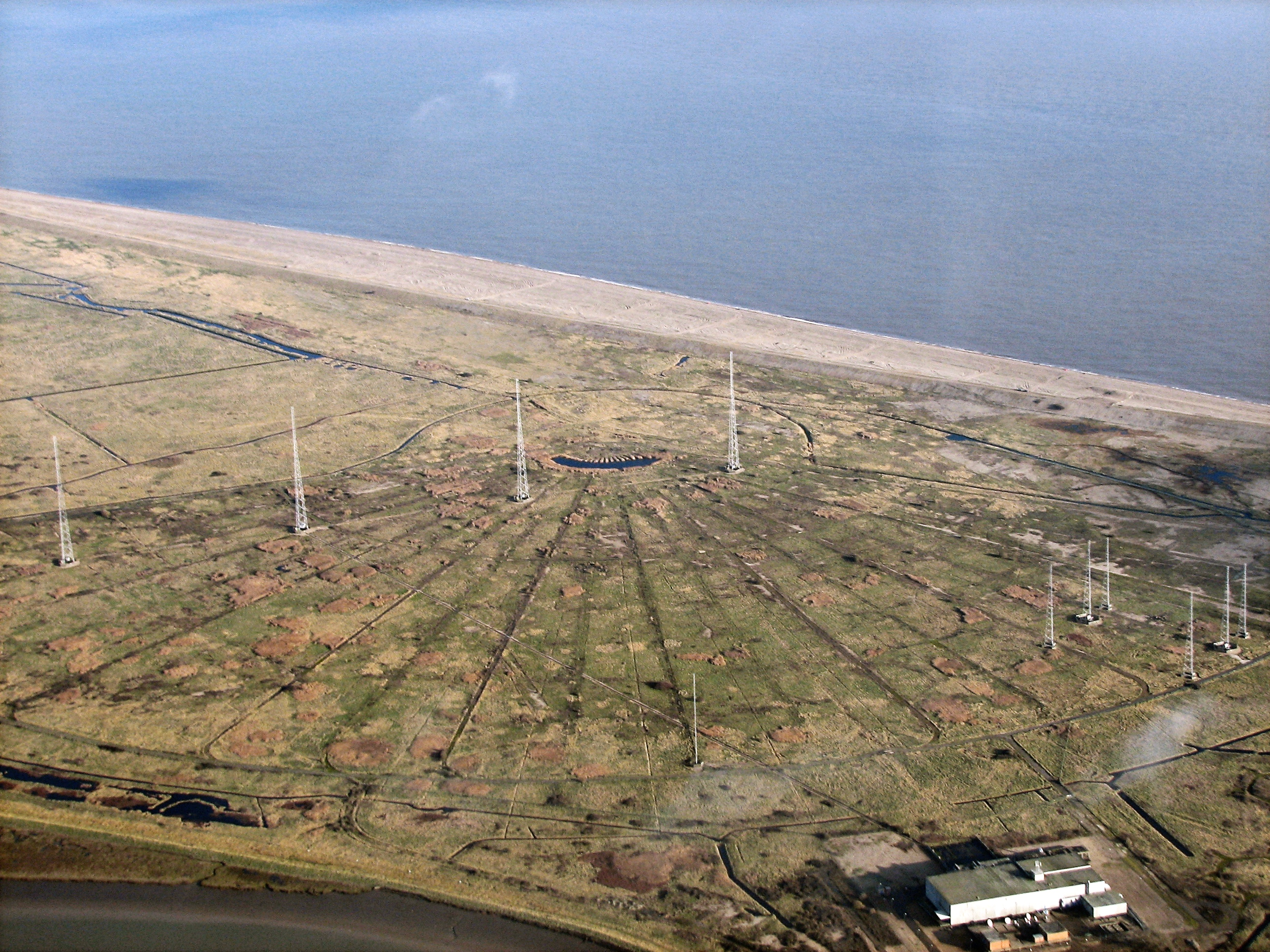
Líneas radiantes en el sitio.

La antena AN/FPS-95 constaba de 18 cadenas individuales que irradiaban hacia afuera desde un único punto cerca de la costa este de Orford Ness. Cada cuerda tenía 2040 pies (621,8 m) de largo, apoyados en mástiles de 42 pies (12,8 m) a 195 pies (59,4 m) de altura, con múltiples elementos activos colgados de las cuerdas. Las cuerdas estaban dispuestas con una separación de 8 grados y 40 minutos, cubriendo un arco de 19,5 a 110,5 grados en el sentido de las agujas del reloj desde el norte verdadero. Debajo de la antena había una gran pantalla de malla de alambre que actuaba como reflector. La malla se extendía más allá del centro hacia el este.
Operar el radar AN/FPS-95 requirió una considerable configuración previa a la observación. Para seleccionar una región particular del cielo, seis cadenas de antenas adyacentes se conectaron a la electrónica mediante una matriz de interruptores oculta bajo tierra en el centro de la antena. Usando la dirección del haz, los operadores seleccionarían un área en forma de abanico de 90 grados de ancho para investigar. El rango mínimo era de unos 500 nmi (926 km) debido a la máxima elevación de los haces, mientras que el alcance máximo era de unos 2000 nmi (3704,0 km) utilizando un salto de la capa F de la ionosfera. Se pueden seleccionar rangos entre estos cambiando la frecuencia de transmisión de 6 a 40 MHz y controlados variando la frecuencia de repetición del pulso. Los rangos más largos fueron posibles bajo ciertas condiciones al permitir la propagación de saltos múltiples. A altas frecuencias, la porción activa estaría cerca del centro de la antena y se movería hacia los elementos dipolares más grandes a medida que se bajaba la frecuencia.
La antena no era particularmente eficaz, con una ganancia de unos 25 db, por lo que para recibir una señal útil desde tales rangos se necesitaba una enorme señal de transmisión. El sistema podría desarrollar una potencia pico de hasta 10 MW, que se puede comparar con las estaciones de radio comerciales más potentes en alrededor de 500 kilovatios La recepción de la señal fue un asunto complejo, ya que se devolvía muy poca señal después de un viaje de ida y vuelta de varios miles de kilómetros, lo que requería una sensibilidad del receptor de 80 a 90 dB para extraer una señal del ruido de fondo. El sistema se basaba en amplificadores ultralineales que podían amplificar la señal en todo el rango de frecuencia sin introducir distorsión.
La clave para el funcionamiento de cualquier radar de retrodispersión es la capacidad de filtrar el gran retorno del suelo y el mar y capturar solo los objetos de interés. Esto se logra utilizando el efecto Doppler y bloqueando la gran mayoría de la señal. En el caso de Cobra Mist, la señal se controló primero por rango eliminando cualquier señal que se encuentre fuera de una ventana de tiempo particular; seleccionando así objetivos dentro de un área particular. Luego se introdujo en una serie de filtros de frecuencia sintonizados con los cambios de frecuencia esperados de varios tipos de objetivos comunes: velocidad más baja para barcos, velocidad alta para aviones y aceleración constante para misiles.